# Phật Âm
Phật Âm (chữ Hán: 佛音; sa. Buddhaghoṣa, pi. Buddhaghosa, ja. Button), hay còn gọi Giác Âm,  là một luận sư, dịch giả và triết gia Ấn Độ vào thế kỷ thứ 5 của Thượng tọa bộ. Sư tu tập trong Đại Tự (pi. Mahāvihāra) tại Anurādhapura, Sri Lanka và tự xem mình là phần tử của phái Phân biệt thuyết bộ (pi. Vibhajjavāda) dòng  Đại Tự của người Sinhala. Sư sinh ra trong một gia đình Bà-la-môn tại Magadha, gần Bodh Gaya. Sau khi đọc kinh sách đạo Phật, Sư theo Phật giáo, đi Sri Lanka học giáo lý của Thượng tọa bộ dưới sự hướng dẫn của Tăng-già-ba-la (pi. Saṅghapāla). Sư viết 19 bài luận văn về Luật tạng và về các Bộ kinh. Tác phẩm chính của Sư là Thanh tịnh đạo (pi. visuddhi-magga), trình bày toàn vẹn quan điểm của phái Đại tự (pi. Mahāvihāra) trong Thượng tọa bộ.